# Romulus (serie televisiva)
Romulus, reso graficamente ROMVLVS, è una serie televisiva italiana del 2020 creata da Matteo Rovere.
La prima stagione, divisa in dieci episodi e ambientata nell'VIII secolo a.C., narra le vicende precedenti alla nascita di Roma.
Sebbene condivida ambientazione e recitazione in lingua latina arcaica col precedente film del regista Rovere, Il primo re, la serie non ha nessun collegamento con esso e la trama è completamente diversa.
La seconda stagione, intitolata Romulus II - La guerra per Roma, è stata distribuita dal 21 ottobre all'11 novembre 2022.

## Trama
Intorno all'VIII secolo a.C. nel Lazio antico, trenta popoli facenti parte della Lega Latina sono guidati da Numitor, re di Alba Longa. Dopo un lungo periodo di siccità e conseguentemente di carestia, la guida del re viene messa in dubbio e sottoposta al giudizio degli Dèi, che ne sanciscono l’esilio. I suoi nipoti, i gemelli Yemos ed Enitos, figli di sua figlia Silvia, sono i suoi diretti successori, ma Amulius, fratello minore del re e zio di Silvia e dei gemelli, spinto dalla sete di potere sua e della moglie Gala, organizza in segreto l'assassinio dei due. Enitos resta ucciso dallo stesso Amulius, ma Yemos riesce a fuggire e a nascondersi nella foresta. Amulius diventa re e incolpa Yemos dell'uccisione del gemello Enitos. Ma il capo della Tribu di Gabi, Ertas, non crede alla versione del re, manifestando i suoi sospetti apertamente. Dopo pochi giorni dalla sua fuga nella foresta, Yemos s'imbatte in un gruppo di giovani ragazzi della tribù dei Luperci, mandati nella foresta per dimostrare di essere uomini. Fra questi vi è un giovane schiavo di nome Wiros, che Yemos inizierà a difendere dalla protervia dei compagni. Durante una spedizione nella foresta, Wiros uccide un compagno che voleva strangolarlo. Fugge poco dopo con Yemos ma dei mercanti li catturano avendo riconosciuto il nipote del re. Durante la notte, una misteriosa e terrificante tribù che vive nei boschi e che venera la dea Rumia, la dea dei lupi, attacca l'accampamento dei mercanti uccidendoli tutti. Risparmiano però Wiros che porta il loro simbolo sul corpo. Decidono di fare lo stesso con Yemos che lo ha sempre protetto. Wiros scopre di essere stato membro di quella tribù da bambino, e la predisposizione di Yemos a proteggere il suo amico, determina il loro sodalizio anche con la tribù. Il loro legame è la scintilla che li condurrà a fronteggiare e sovvertire l'ordine in cui sono cresciuti. Nel frattempo, la figlia di Amulius, Ilia, lascia le vestali e inizia un duro addestramento per diventare una guerriera consacrando il suo destino nella vendetta della morte del cugino Enitos che ha amato in segreto fin dalla tenera età. La caccia aperta a Yemos, ritenuto l'assassino del fratello, inizia con l’uccisione del re di Gabi per mano della stessa Ilia: Ertas, accusato di nascondere in segreto Numitor e sua figlia Silvia, viene decapitato, e il Villaggio messo a ferro e fuoco alla ricerca degli esiliati che nel frattempo vengono portati via da Lausus, figlio di Ertas, che li condurrà in un villaggio a 20 miglia per nasconderli dall'esercito di Alba Longa.

## Episodi
| Stagione         | Episodi | Prima TV |
| ---------------- | ------- | -------- |
| Prima stagione   | 10      | 2020     |
| Seconda stagione | 8       | 2022     |

## Personaggi e interpreti

### Principali
- Yemos (stagioni 1-2), interpretato da Andrea Arcangeli, doppiato da Manuel Meli.
Principe di Alba Longa e fratello gemello di Enitos.
- Wiros (stagioni 1-2), interpretato da Francesco Di Napoli, doppiato da Federico Campaiola.
Schiavo di Velia che parte per i Lupercalia.
- Ilia (stagioni 1-2), interpretata da Marianna Fontana, doppiata da Veronica Puccio.
Figlia di Amulius, è una vestale fin dalla tenera infanzia.
- Amulius / Servios (stagioni 1-2), interpretato da Sergio Romano, doppiato da Franco Mannella.
Fratello minore di re Numitor e suo fedele servitore. In seguito assume l'identità di Servios e si unisce ai Sabini.
- Gala (stagione 1), interpretata da Ivana Lotito, doppiata da Federica De Bortoli.
Moglie di Amulius e madre di Ilia, affascinante e astuta.
- Silvia (stagioni 1-2), interpretata da Vanessa Scalera, doppiata da Laura Romano.
Figlia di Re Numitor e madre di Yemos e Enitos.
- Ersilia (stagione 2), interpretata da Valentina Bellè, doppiata da Eva Padoan.
Capo delle sacerdotesse Sabine, fedele a Titos.[3]
- Titos Tatius (stagione 2), interpretato da Emanuele Di Stefano, doppiato da Flavio Aquilone.
Figlio del dio Sanco e re dei Sabini, è il principale nemico di Roma.[3]
- Sabos (stagione 2), interpretato da Max Malatesta, doppiato da Riccardo Scarafoni.
Capo delle guardie di Titos e suo consigliere e braccio destro.[3]
- Aranth (stagione 2), interpretato e doppiato da Massimo Foschi.
Anziano Etrusco della terra dei Tusci che cura Yemos.

### Ricorrenti
- Enitos (stagione 1), interpretato da Giovanni Buselli, doppiato da David Chevalier.
Figlio di Silvia e fratello gemello di Yemos.
- Spurius (stagione 1), interpretato da Massimiliano Rossi, doppiato da Pasquale Anselmo.
Re di Velia e cinico alleato di Amulius.
- Numitor (stagioni 1-2), interpretato da Yorgo Voyagis, doppiato da Stefano De Sando.
Re di Alba Longa, padre di Silvia e nonno di Yemos e Enitos.
- Cnaeus (stagione 1), interpretato da Gabriel Montesi, doppiato da Riccardo Niseem Onorato.
Schiavo di Velia e re dei Luperci.
- Ertas (stagione 1), interpretato da Emilio De Marchi, doppiato da Roberto Draghetti.
Re di Gabi e padre di Lausus.
- Lausus (stagioni 1-2), interpretato da Marlon Joubert, doppiato da Andrea Mete.
Figlio di Ertas.
- Lupa (stagioni 1-2), interpretata da Silvia Calderoni, doppiata da Alessia Amendola.
Guerriera enigmatica e vigorosa, guida dei Ruminales.
- Deftri (stagioni 1-2), interpretata da Demetra Avincola, doppiata da Lucrezia Marricchi.
Guerriera giovane e intrepida, attratta da Wiros.
- Maccus (stagioni 1-2) interpretato da Francesco Santagada, doppiato da Alessandro Campaiola.
È l'unico superstite dei Luperci oltre a Yemos e Wiros. Nella seconda stagione diventa un consigliere e luogotenente dei due re insieme ad Herenneis.
- Herenneis (stagioni 1-2), interpretato da Piergiuseppe di Tanno, doppiato da Gianfranco Miranda.
È uno dei guerrieri più forti tra i Ruminales. Nella seconda stagione diventa un consigliere e luogotenente dei due re insieme a Maccus.
- Tarinkri (stagioni 1-2), interpretata da Anna Chiara Colombo, doppiata da Letizia Ciampa.
Guerriera dei Ruminales.
- Adieis (stagioni 1-2) interpretato da Valerio Malorni, doppiato da Massimiliano Plinio.
Guerriero e guaritore dei Ruminales.
- Attus (stagioni 1-2), interpretato da Pietro Micci, doppiato da Christian Iansante.
Sacerdote e guerriero che addestra Illia a combattere.
- Vibia (stagione 2), interpretata da Ludovica Nasti, doppiata da Chiara Fabiano.
La più giovane fra le sacerdotesse Sabine.
- Atys (stagione 2), interpretato da Giancarlo Commare, doppiato da Jacopo Venturiero.
Re di Satrico, restio nel voler aiutare Roma contro i Sabini.[3]

## Produzione
La serie propone una ricostruzione molto fedele della società arcaica, eseguita con l'aiuto di archeologi e storici, come Andrea Carandini, Paolo Carafa e Valentino Nizzo, che lavorano sulla mitografia e sulla genesi del mito attraverso gli elementi plastici.
Il 21 aprile 2021 la serie viene rinnovata per una seconda stagione, le cui riprese sono iniziate nel maggio seguente.

## Colonna sonora
La colonna sonora della serie è stata composta dai Mokadelic, mentre la sigla d'apertura, interpretata da Elisa, è la cover del brano Shout.

## Promozione
Il primo teaser trailer della serie è stato diffuso il 28 agosto 2020.
Il 23 agosto 2022 viene diffuso il teaser della seconda stagione.

## Distribuzione
La serie è stata presentata in anteprima alla Festa del Cinema di Roma 2020 il 23 ottobre 2020, dove è avvenuta la proiezione dei primi due episodi, e trasmessa su Sky Atlantic e distribuita in streaming su Now TV a partire dal 6 novembre 2020.
La seconda stagione è stata trasmessa dal 21 ottobre all'11 novembre 2022 sempre su Sky Atlantic.

## Riconoscimenti
- Nastri d'argento - Grandi Serie
  - 2021 - Serie TV dell'anno[11]

- 2023 - Pellicola d'oro[12]
  - Candidatura per il miglior direttore di produzione a Neri Migani
  - Candidatura per il miglior capo macchinista a Marco Santarelli
  - Candidatura per la miglior sarta di scena a Melissa Anzellotti
  - Candidatura per il miglior story board artist a Marco Letizia

## Altri media
A partire dal 29 ottobre 2020, viene pubblicata da HarperCollins una trilogia di romanzi che amplia l'universo narrativo, un progetto crossmediale inedito per l'Italia; scritti da Luca Azzolini, i volumi si intitolano Romulus: Libro I - Il sangue della lupa (29 ottobre 2020), Romulus: Libro II - La regina delle battaglie (novembre 2020) e Romulus: Libro III - La città dei lupi (gennaio 2021).